# Географија Естоније
Република Естонија је смештена у источном делу балтичког басена, на прелазу из источне у северну Европу. Обухвата територију површине 45.228 km² и по том параметру налази се на 32. месту међу европским државама, односно на 132. месту у светским оквирима. Естонији припадају и територијалне воде Балтичког мора на удаљености од 12 наутичких миља од обале (22,2 km).
Најсевернија тачка Естонија лежи на северној обали острва Вајндло на координатама 59° 49′ 17″ N 26° 21′ 31″ E / 59.82139° С; 26.35861° И, док је најсевернија тачка континенталног дела полуострво Пурекари на 59° 40′ 31″ N 25° 41′ 49″ E / 59.67528° С; 25.69694° И. Најјужнија тачка је код села Наха на летонској граници, на координатама 57° 30′ 33″ N 26° 37′ 00″ E / 57.50917° С; 26.61667° И. Западни екстрем налази се на острву Нотама на 58° 19′ 20″ N 21° 45′ 51″ E / 58.32222° С; 21.76417° И (у континенталном делу то је рт Рамзи на 59° 01′ 31″ N 23° 24′ 15″ E / 59.02528° С; 23.40417° И), док је најисточнија тачка источно од града Нарве на 59° 22′ 13″ N 28° 12′ 36″ E / 59.37028° С; 28.21000° И. Највећа удаљеност између два локалитета крећучи се друмом износи око 400 km. Већина острва се налази у близини континенталног дела земље, а најудаљеније је острво Рухну у Ришком заливу које је од копна удаљено 65 km.
На северу и истоку Естонија излази на обале Балтичког мора, односно на његове заливе, Фински на северу и Ришки на југозападу. Фински залив раздваја Естонију од Финске Уудаљеност између Хелсинкија и Талина износи свега 87 km), док је централни део Балтичког мора раздваја од Шведске. Укупна дужина естонске обале, укључујући и обале балтичких острва, је 2.551 km. Естонија има копнене границе на југу и истоку, у укупној дужини од 657 km. На југу се граничи са Летонијом у дужини од 333 km, док је на истоку граница са Руском Федерацијом, односно њеним областима Псковском и Лењинградском, у дужини од 324 km. Највећи део државне границе са Русијом има природни карактер и протеже се акваторијом Чудско-псковског језера и реком Нарвом, док је једина копнена граница на подручју Печорског рејона Псковске области. Власти Естоније сматрају Печорски рејон (територија површине 1.251 km²) делом своје територије под привременом окупацијом Русије.

### Геологија
Највећи део естонске територије граде палеозојске седименте стене прекривене нешто тањим квартарним наслагама. Палеозојске стене избијају на површину једино у приобалним подручјима и језерско-речним депресијама, на местима где је ерозија оголила површински квартарни слој. Северна обала у својој основи изграђена је од кречњачких стена и подложна је интентивној абразији. Депресије у централном делу земље настале су на контакту тврђих силурских кречњака са мекшим девонским пешчарима. Пре око 350 милиона година, крајем девона, дошло је до коначног повлачења мора са садашњег естонског копна. Море је за собом оставило песковити плато који се протеже од Финске на северу до Леоније на југу, те од Русије до Шведске. Интензивна ерозија површинских централних делова Естоније и обала Финског залива започела је пре око 65 милиона година (почетком кенозоика) и трајала је све до последње плеистоцене глације (пре око 2 милиона година). У то време Северноестонски клинт је имао висину и до 150 m и раздвајао је северне делове кречњачког платоа од депресија којима су текле реке на подручју данашњег Финског залива.
Савремени рељеф Естоније последица је деловања плеистоцених ледника. Пре око 12.000 година готово већина савремене естонске територије била је прекривена моћним леденим наслагама залеђеног Балтичког језера. Северна и западна обала Естоније је пре око 7.000 година била под водама тадашњег Литориновог мора (претходника савременог Балтичког мора). Лед који се на крају плеистоцене глацијације постепено повлачио ка северу са собом је носио знатне количине финих глина и песака са виших подручја и таложио их у низијским подручјима уз обалу. Плеистоцена глацијација је тако у потпуности изменила рељеф тог подручја. У односу на преглацијални период ниво мора је порастао за више од 100 m и вода је прекрилаје значајна подручја која су раније била на сувом. Након топљења моћних ледених наслага тло се ослободило притиска, што је довело до постепеног издизања нивоа копна, а процес издизања и данас је уочљив у северозападном делу земље где се на годишњем нивоу тло диже за 2−3 милиметра. Издизање за последицу има повећање копнене масе, а уз обалу се формирају бројна нова острвца и хриди.
Површинске квартарне наслаге формирале су се током и после последњег глацијалног процеса. Просечна дебљина глацијалних седимената на платоима северне и централне Естоније је од 2 до 3 метра, док је у јужним деловима 5−10 m. Кречњачки платои на којима је приметно одсуство квартарних седимената − или су ти седименти пак јако танки (свега неколико центиметара) − називају се алвари. Максимална дебљина квартарних седимената, која достиже и до 100 m, приметна је у древним долинама и акумулационим моренским побрђима на крајњем југу и југоистоку.
Значајан утицај на развој савременог рељефа у низијским подручјима одиграле су бројне тресаве. Прва тресетишта у Естонији настала су пре око 8.000 година, а најинтензивнији процес настанка тресета у мочварама одиграо се током последње две хиљаде година. Ниске тресаве данас прекривају око петине естонске територије.
Северни део Естоније је сеизмчки активно подручје, а трусови, иако ретки, нису неуобичајена појава. Најјачи земљотрес који је погодио ову земљу десио се 25. октобра 1976. са епицентром у мору недалеко од северне обале острва Осмусар. Хипоцентар труса се налазио на дубини од 10−13 km, а магнитуда у хипоцентру износила је 4,7 степени рихтерове скале. Земљотрес је изазвао мања оштећења на старијим објектима, а на неким местима је дошло и до мањег урушавања стена уз обалу. Био је то званично најјачи земљотрес икада у Естонији.

### Рељеф
Естонија обухвата северозападни део простране Источноевропске равнице и њеним рељефом доминира ниско и равно земљиште и мања узвишења моренског порекла местимично испресецана речним долинама и ујезереним депресијама. Просечна надморска висина је око 50 m и постепено расте идући од балтичких обала ка унутрашњости. Највиша тачка је брдо Сур Мунамаги (ест. Suur Munamägi) на крајњем југоистоку земље, на побрђу Ханја , које са надморском висином од 318 m уједно представља и највишу тачку источне балтичке регије.
Побрђа заузимају углавном централне, јужне и југоисточне делове земље, а њихове основе су углавном на надморским висинама од 75 до 100 m. Побрђа су обично међусобно раздвојена дубоким депресијама којима пролазе речни токови. У зависности од деловања спољашњих сила на рељеф виших делова, естонска побрђа, у основи моренског порекла, деле се на акумулативна и ерозивна. Ерозивна побрђа су углавном доста заравњена, а њихова стеновита основа је прекривена релативно танким слојем квартарних стена. Два најтипичнија ерозивна побрђа у Естонији су Пандивере у централном делу (највиши врх је Емумаги  на 166 m) и Сакала (са највишим врхом Руту на 146 m) у јужном делу земље. Акумулативна побрђа знатно су виша, рашчлањенија и такође су прекривени нешто моћнијим квартарним седиментима. Три најзначајнија побрђа акумулативног типа су Ханја на југоистоку (где се налази и највиша тачка у земљи, брдо Сур Мунамаги са 318 m висине), на северозападу је побрђе Отепа (енгл. Otepää, највиша тачка је брдо Куце са 217 m), те Карула на југу (са највишом тачком Ребесејарве Торнимаги на 137 m). Виша подручја су још и друмлини Садјарве (ест. Saadjärve) са висином од 144 метра, Западносаремско побрђе (54 метра) и побрђе Јихви (Jõhvi; 81 метар).
У виша подручја убрајају се и леднички платои који се налазе у северном делу земље, а најупечатљивији су платои Харју и Виру. Оба платоа су од обале Финског залива одвојена стрмом ескарпом балтичког клифа (или глинта) и леже на надморским висинама између 30 и 70 m. Равна и једнолична површина платоа је местимично пресечена речним долинама и крашким удубљењима. Плато Харју је услед интензивне ерозије рашчлањен на неколико мањих платоа (Томпеа и Вијмси код Талина и архипелаг Пакри). С друге стране природни рељеф платоа Виру је модификован вештачким путем услед експлоатације уљних шкриљаца, одлагања јаловине и пепела. У јужном делу налази се плато Уганди (висине 40−100 m) изграђен од пешчара и рашчлањен древним долинама. Нешто виша подручја су и Средњоестонска равница (60−80 m) и Корвема (Kõrvemaa; 50−90 m висине)
Низијска подручја распрострањена су уз обале Балтичког мора, Чудско-псковског језера и језера Вирцјарв (Võrtsjärv). Надморска висина је ту испод 50 m, а терен је често плављен. Низије заузимају око половине естонске територије, а најпространије се налазе у северозападним и западним деловима земље. Највеће низијско подручје је Западноестонска низија која представља ниско и замочварено подручје са ког се местимично издижу кречњачка узвишења висине до 20 m (Кирбла, Михкли Салумаги, Салевере Салумаги и други). Јужније уз обале Ришког залива је Парнска низија, такође мочварно подручје у чијој основи се налазе девонски пешчари. Од мора је одвојена високим пешчаним динама које се пружају уз обале Ришког залива.
Западноестонска низија се даље на западу наставља на острва западноестонског архипелага чијим рељефом доминирају ниска и равна подручја максималне висине до 20 m. Надморска висина на острвима постепено расте идући ка западу, а посебно долази до изражаја на западу Сареме и на полуострву Сирве на Хијуми. Дуж северне обале Сареме и острва Муху протеђе се до 21 метра високи Панга клиф.
Већим делом северне обале простире се уска Северноестонска приобална равница, стешњена између вода Финског залива на северу и Балтичког клинта на југу. Ширина овог подручја варира од неколико метара до двадесетак километара, и на том делу обале налазе се бројна мања полуострва, заливи и острва. Уз северне и западне обале Чудско-псковског језера (на естонском се то језеро назива Пејпси) такође се налазе ниске и мочварне равнице, а исти карактер има и депресија уз језеро Вирцјарв (Вирцјарвска низија, у јужном делу земље). Уз северну обалу Чудског језера је низија Алутагусе, док је западно Пејпска приобална низија.
Депресије и долине такође представљају значајне облике рељефа у јужном делу земље и стешњене су између нешто виших побрђа која међусобно раздвајају. Долина реке Валге (висина 40−80 m) раздваја побрђе Сакала са једне од Каруле и Отепа са друге стране. Долина Валге на североистоку се наставља на долину Вајке-Емајоги која се даље пружа све до Псковског језера. Између Ханје и Каруле се налазе долине Виру и Харгла (висине 70−100 m).
- Сателитски снимак Естоније
- Обала острва Осмусар
- Под тресавама је 2.549 km² (или 5,6% ) естонског копна[10]
- Под шумама је 50% површина.
- Најдужа дрвена стаза кроз тресаву има дужину од 627 km.[11]

Балтички клинт који се простире уз северну обалу Естоније представља једну од најдужих ерозивних ескарпи у целој северној Европи (простире се од Оландских острва до језера Ладога). У северозападним и североисточним деловима Балтички клинт има карактер ерозивног клифа и излази на обале Финског залива. Највиши део Естонског клифа налази се код Онтике и висок је 56 m.

### Балтичка обала и острва
На северу и западу Естонија излази на обале Балтичког мора, односно на обале његових залива, Финског на северу и Ришког на југозападу. Укупна дужина морских обала континенталног дела Естоније је 1.242 km, а рачунајући и острва естонска балтичка обала дугачка је 2.551 km. Најдужу обалу међу острвима има острво Сарема са 854 km.
Естонска обала је доста разуђена и препуна је малих и плитких залива и полуострва. Уз обалу се налазе бројна стеновита острвца и гребени, а море је дуж целе естонске обале релативно плитко. Најплићи део је подручје Хијуског плићака који се налази на око 15 km северозападно од Хијуме, а где дубина мора на појединим местима достиже свега 1 метар. Највеће дубине унутар естонских територијалних вода су у Финском заливу, где дубине достижу до 100 m, док је максимална дубина Ришког залива 50−60 m. Ришки залив је на северу преко плитког пролаза Вајнамери (Väinameri), површине 2.200 km², повезан са Финским заливом. Балтичко море се одликује јако малим плимним таласима чија је просечна висина око 10 cm. Просечна висина валова је 1−2 метра, док највиши валови настају за време јаких олуја и њихова висина се креће до 10 m на отвореном мору, око 6 m у Финском и 3−4 метра у Ришком заливу. Највећи заливи су Нарвски и Талински у Финском, те Парнски у Ришком заливу.
Естонији припада укупно 2.355 острва, рачунајући и балтичка и језерска острва. Највећа група острва, налази се западно од западне обале земље и северно од Ришког залива, а реч је Западноестонском архипелагу.
Западноестонска острва од копна раздваја уски и плитки Вајнамерски пролаз. Укупна површина архипелага је око 4.000 km², а чини га око 500 острва. Углавном је реч о мањим острвима често занемарљиве површине, а свега 5 острва у овом архипелагу има површину већу од 10 km². Површином највеће естонско острво је острво Сарема, које је са површином од 2.672 km² четврто по величини острво у Балтичком мору (после Селанда, Готланда и Фина). Сарема је релативно ниско и равно острво, а једино је нешто издигнутији његов крајњи западни део где се налази моренско Западносаремско побрђе максималне висине до 54 метра. Друго по величини острво у архипелагу је Хијума са површином од 989 km². Хијума је нешто виша у поређењу са Саремом, а на највишој тачки на острву, брду Кипу на 67 m висине, налази се најстарији естонски светионик. Знатније површине имају још и острва Муху (198 km²), Вормси (93 km²) и Касари (19,3 km²).
Највећа острва у Ришком заливу су Кихну (16,4 km²) у источном делу, Рухну (11,4 km²) у централном и Абрука (8,78 km²) у северном делу залива (јужно од јужне обале Сареме).
У Финском заливу се налази око стотињак острва која територијално припадају Естонији, а већина њих се налази готово уз саму обалу. Најсеверније међу њима је острво Вајндло са површином од свега око 6 хектара, а од обале су нешто даља још и острва Кери (површине 3 ха) и Ухтју (10 ха). највећа острва у овом делу естонске акваторије су Најсар (18,6 km²) северно од Талина, те архипелаг Пакри који чине два острва укупне површине 24,7 km² (Сур Пакри са 11,6 km² и Вајке Пакри са 12,9 km²). Већа острва у заливу су још Прангли (6,44 km²), Осмусар (4,69 km²) и Аегна (2,9 km²). Острво Осмусар представља најзападнију тачку Финског залива.
Највеће језерско острво је острво Пијрисар (површине 7,85 km²) које се налази у јужном делу језера Пејпус.

### Хидрографија
Једна од основних одлика Естоније је веома разноврсна хидрографска мрежа на чији настанак су деловали климатски фактори и рељеф. Укупна годишња количина падавина је знатно виша од процента губљења воде услед испаравања, а остатак воде (200−300 mm годишње) са копна ка океану отиче путем бројних мањих водотока. Цела територија Естонија одводњава се ка балтичком басену преко 4 сливна подручја:
- сливно подручје језера Пејпси и реке Нарве (38%);
- сливно подручје Финског залива (уз изузетак реке Нарве; 21%);
- сливно подручје Ришког залива (32%) и
- басен Западноестонских острва (9% територије).

Најважнија развођа у земљи су побрђа Пандивере и Сакала са којих реке теку у сва три правца. Територијом Естоније теку бројне реке, а заједничка одлика свих њих је доста кратак ток и низак ниво воде (изузев у пролеће када се топи снег и током влажнијих лета када су поплаве редовна појава). Свега 10 река има дужину тока изнад 100 km, а већина њих тече у смеру језера Пејпси. Река са најдужим током у Естонији је Виханду (притока језера Ламијарв) са током од 162 km. Река са највећим протоком у Естонији је Нарва (дужина тока је 77 km) чији просечан проток у зони ушћа износи 370 m³/s. Нарва је једина отока језера Пејпси. Река Емајиги повезује два највећа естонска језера, Пејпси и Вирцјарв, а уједно је једина естонска река која је пловна целом дужином свог тока (од 101 km). Најдужа река у централном и западном делу земље, и друга по дужини тока је Парну са током од 144 km. Реке Ахја и Виханду, које теку јужним делом земље, познате су по својим дубоким и питорескним кањонима омеђеним девонским пешчарима. Вода из река се неретко користи за снабдевање великх градова пијаћом водом, а типичан пример таквог облика водопривреде је река Пирита (105 km) чије воде су преусмерене у језеро Илемисте (површине 9,436 km²) из ког се престоница Талин снабдева водом. По дужини тока још се издвајају реке Пилцама (135 km), Педја (122 km), Кејла (116 km), Касари (112 km), Пјуса (109 km) и Навести (100 km).
На територији Естоније налази се око 1.200 природних језера чија површина је већа од 1 хектара. Унутрашње воде заузимају око 2.840 km². Језера покривају око 4,7% државне територије Естоније, и неравномерно су распоређена по њеној територији. Највећи део језерских басена формиран је као последица топљења континенталног леда у последњем постглацијалном периоду. Већина језера налази се у побрђима на југу и југоистоку земље, у низији Алутагусе, те у резервату природе Пихја Кирвема (Põhja-Kõrvemaa) на северу земље. На западним острвима налазе се бројна мања приобална језера која су настала услед издизања копна, а највеће међу њима је језеро Мулуту Сурлахт у јужном делу Сареме (површина му варира од 14,4 km² до 30 km²). Занимљиво је да је вода код већине острвских језера слана. Многобројна мања језера налазе се у тресавама на западу земље, а таквих водених базена има преко 20.000 али су толико малих површина да се и не сматрају језерима. Свега 42 језера имају површину већу од 1 km², док само 20 језера има дубину већу од 20 m. Најдубље је језеро Рјуге Сурјарв (Rõuge Suurjärv ) са дубином од 38 m.
Највећа језерска површина у Естонији налази се на западу земље, а реч је о Чудско-псковском језерском систему са укупном површином од 3.555 km², од чега Естонији припада 1.570 km² или 44% акваторије. Овај језерски систем чине три међусобно повезана језера - Пејпси (Чудско језеро) је на северу (2.610 km²), Ламијарв (Топло језеро) у средини (235 km²) и Пихква (Псковско језеро) на југу (710 km²). Највећи водостај у језеру је у пролеће, у време топљења снега, и у том периоду ниво воде у језеру се повећа за више од 1 метра и плави околно ниско земљиште, а површина језера се повећа за додатних до 780 km². Најнижи водостај је током октобра месеца. Језеро је обично под ледом од краја новембра па до краја марта, а просечна дебљина леда је од 50 до 60 cm. Највеће језеро на побрђу Отепа је језеро Пихајарв (Pühajärv) са површином од око 3 km² и максималном дубином до 8,5 m (из језера отиче река Вајке Емајоги). У централном делу земље налази се језеро Вирцјарв које са површином од 270 km² представља друго по величини естонско језеро. Већа језера су још и Садјарв (7,08 km²), Вагула (5,187 km²), Вејсјарв (4,8 km²) и друга.
На територији Естоније данас постоји око 150 вештачких језера која су настала преграђивањем речних корита или наливањем природних депресија у земљи. Највеће вештачко језеро је Нарвско језеро на реци Нарви које Естонија дели са Русијом. Од укупно 200 km² његове површине на тлу Естоније се налази 40 km².
Естонија је позната по бројним изворима, а према званичним подацима регистровано је њих око 5 хиљада (иако су већина њих јако мали ипривремено активни). Неки од најлепших и водом најиздашнијих извора су Росна Алику, Есна, Пранди, Варангу и Симуна.

### Клима
У климатском погледу Естонија је смештена у прелазној зони између благе морске и оштрије континенталне климе, а значајан утицај на климу имају влажне ваздушне масе са Атлантика које у ово подручје продиру преко Балтичког мора. Продори хладних и влажних ваздушних маса са Арктика су редовна појава током зиме и пролећних месеци.
Због свега тога Естонија има нешто више температуре у поређењу са континенталнијим подручјима на истој географској ширини. Због велике географске ширине велике су разлике у дужини дана у зимском и летњем периоду. Најдужи дан је за време летњег солстиција и тада је дужина обданице 18 сати и 40 минута, док је најкраћа обданица за време зимског солстиција и траје свега 6 сати и 2 минута. Просечан број сунчаних сати на годишњем нивоу варира од 1.600 до 1.900, а инсолација је нешто виша у приобалном делу и на острвима.
Захваљујући утицајима са Балтика подручја уз обалу и острва у току зиме имају знатно блажу климу, а идући ка унутрашњости клима постаје све оштрија. Тако су просечне јануарске температуре ваздуха у западном делу земље од –2º до –4ºC, док су у истом периоду у унутрашњости темпертауре крећу од –6º до –7ºC. Најхладнији месец је фебруар. У пролеће копно се пак много брже загрејава, те је ситуација обрнута и приобална подручја су знатно свежија, те је копно за око 3,5ºC топлије. Температуре током лета су приближне у целој земљи и крећу се у просеку између 16,0ºC и 17.4ºC. Просечне температуре ваздуха на годишњем нивоу крећу се од 4,3ºC до 6,5ºC. Апсолутна максимална температура ваздуха измерена је 11. августа 1992. у Вируу и износила је 35,6ºC, док је апсолутно најнижа температура од –43,5ºC измерна 17. јануара 1940. у Јигеви.
Просечна брзина ветрова у унутрашњим деловима земље је око 4 м/с, а на отвореном мору и у приобалном делу око 6 м/с. Олујни ветрови јачина изнад 15 м/с су ретки у унутрашњости, док у приобалним деловима земље овакви ветрови дувају од 30 до 15 дана годишње. Доминирају западни ветрови. Естонија се налази у зони доста влажне климе, те је влажност ваздуха доста висока током целе године и креће се у вредностима од 80 до 83%. Влажност ваздуха је највиша током зимских месеци, а најнижа у мају када износи око 70%. Просечна годишња сума падавина варира од 550 до 800 милиметара, а највише падавина се излучи у унутрашњим деловима земље, посебно на побрђима. Апсолутни максимум количине падавина на годишњем нивоу је 1.157 mm, на месечном ннивоу 351 mm, а на дневном 148 милиметара. Снежни покривач је редовна појава током зимских месеци, и задржава се од 75 до 135 дана.
Током зимских месеци ледени покривач се формира дуж обала, обично крајем октобра и почетком новембра, а отопи се до краја априла. Максималне температуре морске воде у летњим месецима крећу се од 16° до 17 °C на улазу у Фински залив, па до 18° и 19 °C у ивичним деловима мора.
Вегетациони период траје од 180 до 195 дана, док је период без мраза између 110 и 190 дана.
- Тарту
- Талин
- Нарва
- Вилсанди

### Живи свет и екологија
Територија Естоније налази се на самој граници између источноевропске и средњоевропске фитогегографске области, што за последицу има доста велико флористичко богатство. На овом подручју егзистира 538 врста и подврста васкуларних биљака (или око 35% од укупног броја европских таксона). Од тог броја у земљи су регистрована 83 ендемска таксона. Аутохтона флора је знатно обогаћена вештачким путем, превасходно захваљујући људској активности. На тлу Естоније је такође регистровано постојање око 2.500 врста алги и око 680 врста лишајева и маховина.
Естонија се налази у северном делу зоне мешовитих шума умерених подручја, а под шумама је готово половина укупне државне територије. Најдоминантније врсте дрвећа су храст лужњак, смрча, јасен, брест, бреза, јасика, бор, а у мочварним подручјима црна јова. Бројне ливаде које се простиру широм земље углавном су последица људске активности и развиле су се на крчевинама где су некада расле густе шуме.
Тресаве заузимају скоро четвртину државне територије и углавном су раширене у западном и северозападном делу, те на острвима. Најраширеније су високе тресаве у којима се током хиљада година наталожио доста дебео слој тресета. У овим мочварама доминантне су маховине из рода Sphagnales које захваљујући својим апсорпционим способностима одржавају стабилан ниво воде у мочварним пределима. Поред маховина у овим мочварама расту и јестиве морошке, те Rhododendron tomentosum и друге патуљасте врсте. У нижим врстама доминантније су траве и шаш. Мочварна подручја постепено прелазе у борове шуме.
Најбројнија биљна заједница на тлу Естоније су гљиве којих укупно има регистровано око 4.500 различитих врста, од чега се око 60 врста сматра јестивим.
Животињско царство чине 64 врсте сисара, 329 врста птица, 65 врста риба, 11 врста водоземаца, 5 врста гмизаваца и око 15.000 врста инсеката. Међу копненим сисарима својом бројношћу се издвајају мрки медведи, вукови и рисови, а некада јако раширена и бројна европска видра вероватно је изумрла на овом простору. Ондатра, ракун, америчка видрица су вештачким путем насељени на ово подручје.
Од укупно 329 врста птица њих 206 је стално настањено на том подручју, док 38 врста чине арктичке птице селице. У последње време приметан је велики раст популације галебова и корморана, док се популација дивљих патака и других птица мочварица значајно смањује. У шумама највише има зеба и царића.
Ихтиофауну чини 65 врста, а због доста ниске стопе салинитета приобалних подручја Балтичког мора, не постоји нека драстична разлика између морских и слатководних врста. Најтипичнији представници маринске ихтиофауне су балтичке харинге. Постоје две под врсте риба у језеру Пејпси које се сматрају ендемским врстама, а реч је о зракоперкама врсте Coregonus lavaretus и Osmerus eperlanus. Од слатководних риба, некада најраширеније врсте попут сомова и буцова данас су на рубу изумирања, а такође је и популација лососа достигла критични ниво. На тлу Естоније обитавају и две врсте змија, и то поскоци и водене змије.
Као највећи загађивачи ваздуха у Естонији сматрају се две термоелектране у Нарви које као погонско гориво користе нафту из уљних шкриљаца чијим сагоревањем се ствара и до 4,5 милиона тона јако алкалног пепела (на годишњем нивоу). Ове електране учествују у укупном загађењу ваздуха у земљи са чак 75%. Експлоатација и прерада уљних шкриљаца има веома негативан утицај на животну средину, посебно у подручјима на североистоку земље. Досадашња експлоатација довела је до стварања око 370 милиона тона чврстог рударског отпада, од чега око 200 милиона тона чини пепео, док остатак чине нуспродукти рударства. Европска унија класикује отпад настао прерадом уљних шкриљаца као високо токсичан и опасан. Велику еколошку опасност представља и око 1.200 тона осиромашеног уранијума и око 750 тона торијума нагомиланог у резервоару на месту некадашњег комбината за обогаћивање уранијума, недалеко од града Силамае. Велики проблем је и истрошено нуклеарно гориво из некадашњих совјетских нуклеарних реактора код варошице Палдиски.

#### Заштићена природна подручја
Статус заштићених природних подручја у Естонији правно је регулисан „Законом о заштити природе” (ест. Looduskaitseseadus) који је званично усвојен у националном парламенту 21. априла 2004, а ступио на снагу 10. маја исте године. У зависности од значаја одређеног подручја, заштићене територије се деле у три категорије:
- национални паркови (ест. rahvuspark; има их укупно 5);
- резервати природе (ест. looduskaitseala; има их укупно 144) и
- паркови природе (ест. maastikukaitseala; укупно 151 локалитет).

Укупно је под заштитом државе чак 18,1% од укупне државне територије.
Национали паркови Естоније се налазе под строгом заштитом државе и у њима је забрањена свака активност која може довести до промене природне равнотеже. Списак националних паркова налази се у табели испод.
| Парк                     | Основан | Површина km² | Слика |
| ------------------------ | ------- | ------------ | ----- |
| Национални парк Карула   | 1993.   | 123          |       |
| Национални парк Лахема   | 1971.   | 720          |       |
| Национални парк Сома     | 1993.   | 359          |       |
| Национални парк Вилсанди | 1993.   | 238          |       |
| Национални парк Матсалу  | 2004.   | 486,1        |       |

## Административна подела
Република Естонија административно је подељена на 15 округа, односно маконада (ест. maakond, maakonnad). У писаним изворима маконаде се по први пут помињу у Хроникама Хенрија Ливонског као естонске државице које су постојале током 13. века и северних крсташких ратова.
Сваки округ има своју владу (ест. Maavalitsus) на чијем челу се налази начелник (ест. Maavanem) који представља националну власт на локалу. Начелнике округа бира Влада Естоније на период од 5 година. Границе између округа промењене су након што је Естонија прогласила независност 1991. године, најзначајнија промена је успостављање округа Валгама од делова округа Вирума, Тартума и Виљандима.
Некадашњи округ Петсама након Другог светског рата прикључен је Русији и данас је административно уређен као Печорски рејон Псковске области. Окрузи као административне јединице највишег нивоа поново су успостављени 1. јануара 1990. године и поклапали су се са границама некадашњих совјетских рејона унутар Естонске ССР.
Сваки округ је даље подељен на општине (omavalitsus) које представљају другостепени административни ниво. Општина има укупно 226 (по подацима из 2013), а деле се на градске (linn; 33 општине) и руралне (vald; њих 193). Свака општина ужива одређен степен аутономије у односу на централну власт и има своје органе власти. У границама општина може да се налази једно или више градских или сеоских насеља. Две трећине општина имају мање од 3.000 становника. највећа општина је Талин са око 400.000 становника, док најмања општина Рухну има свега 97 становника.
Град Талин административно је подељен на 8 градских округа (linnaosa), а сваки од округа има своју извршну власт.
| Округ          | Главни град | Површина у km² | Становника | Густина насељености |
| -------------- | ----------- | -------------- | ---------- | ------------------- |
| Харјума (Harjumaa)     | Талин       | 4.333          | 552.643    | 127,5               |
| Хијума (Hiiumaa)      | Кардла      | 989            | 8.470      | 8,6                 |
| Ида-Вирума ()  | Јихви       | 3.364          | 149.244    | 44,4                |
| Јигевама (Jõgevamaa)    | Јигева      | 2.604          | 31.398     | 12,1                |
| Јарвама (Järvamaa)     | Паиде       | 2.623          | 30.553     | 11,6                |
| Ланема (Läänemaa)      | Хапсалу     | 2.383          | 24.184     | 10,1                |
| Лане-Вирума () | Раквере     | 3.627          | 59.861     | 16,5                |
| Пилвама (Põlvamaa)     | Пилва       | 2.165          | 27.452     | 12,7                |
| Парнума (Pärnumaa)     | Парну       | 4.807          | 82.584     | 17,2                |
| Раплама (Raplamaa)     | Рапла       | 2.980          | 34.905     | 11,7                |
| Сарема (Saaremaa)      | Куресаре    | 2.673          | 31.344     | 11,7                |
| Тартума (Tartumaa)     | Тарту       | 2.993          | 150.287    | 50,2                |
| Валгама (Valgamaa)     | Валга       | 2.044          | 30.158     | 14,8                |
| Виљандима (Viljandimaa)   | Виљанди     | 3.422          | 47.594     | 13,9                |
| Вирума ()      | Виру        | 2.305          | 33.439     | 14,5                |

## Градови
Естонија је високо урбанизована земља и око 70% од њене укупне популације живи у градским центрима. У држави званично постоји 47 градских насеља, те 10 насеља у рангу варошица. Сва градска насеља називају се званично linn. Главни и највећи град у земљи је Талин који је уједно и једини град са више од 100.000 становника. Остали важнији регионални центри су још и Тарту, Нарва, Парну и Кохтла-Јарве.
Градска насеља у Естонију почињу да се развијају у 13. веку, и настајала су углавном око немачких утврђења у приобалним подручјима и на обалама река. Први градови који се помињу у историјским изворима били су Тарту (1030), Талин (1248; односно 1154. под именом Коливан), Нарва (1256), Парну (1265), Хапсалу (1279), Виљанди (1283) и Паиде (1291. године).
| 1.  | Талин ()        | Харјума     | 393.222 | 55,3% | 36,8% |
| 2.  | Тарту ()        | Тартума     | 97.600  | 81,7% | 14,7% |
| 3.  | Нарва ()        | Ида-Вирума  | 58.663  | 5,2%  | 87,7% |
| 4.  | Парну ()        | Парнума     | 39.728  | 83,1% | 12,8% |
| 5.  | Кохтла-Јарве () | Ида-Вирума  | 37.201  | 16,1% | 73,9% |
| 6.  | Марду ()        | Харјума     | 17.524  | 24,8% | 61,9% |
| 7.  | Виљанди ()      | Виљандима   | 17.473  | 94,1% | 3,7%  |
| 8.  | Раквере ()      | Лане-Вирума | 15.264  | 88,1% | 9,0%  |
| 9.  | Силамае ()      | Ида-Вирума  | 14.252  | 4,8%  | 87,5% |
| 10. | Куресаре ()     | Сарема      | 13.166  | 97,7% | 1,2%  |
| 11. | Виру ()         | Вирума      | 12.667  | 92,0% | 6,3%  |
| 12. | Валга ()        | Валгама     | 12.261  | 64,3% | 26,3% |
| 13. | Јихви ()        | Ида-Вирума  | 10.775  | 34,5% | 55,7% |
| 14. | Хапсалу ()      | Ланема      | 10.251  | 82,0% | 13,9% |
| 15. | Кеила ()        | Харјума     | 9.763   | 84,9% | 11,0% |
| 16. | Паиде ()        | Јарвама     | 8.228   | 92,4% | 4,3%  |

Према подацима из 2002. на подручју Естоније постојало је 4.430 села.